# Triphon De Mulder
Triphon De Mulder (Poesele, 10 mei 1859 – aldaar, 16 februari 1936) was van 1910 tot 1936 burgemeester van de Belgische voormalige gemeente Poesele, thans een deelgemeente van Deinze.

## Schoolstrijd
De Mulder werd geboren in het landbouwgezin van Charles Louis De Mulder en Rosalia De Meyer. Hij werd zelf landbouwer en handelaar. In 1910 werd hij verkozen tot burgemeester, in opvolging van zijn schoonbroer Jules Van Daele. Bovendien was hij ver familielid van Jacobus Francies De Mulder die burgemeester was van 1841 tot 1894, tevens zijn opponent in de schoolstrijd. Triphon nam het op voor het officieel onderwijs, Jacobus Francies voor het katholiek onderwijs.
Triphon De Mulder was een generatiegenoot en vriend van de schrijver Cyriel Buysse.